# Escafiopòdids
Els escafiopòdids o gripaus pota de pala (Scaphiopodidae) són una família de d'amfibis anurs natius dels Estats Units, Canadà i Mèxic. Està representat per 7 espècies repartides en 2 gèneres. Habiten en deserts, passant la major part del temps sota terra fins a l'estació plujosa. Els capgrossos en aquesta família presenten un desenvolupament particularment ràpid. Antigament eren classificats dins la família Pelobatidae.

## Taxonomia
- Scaphiopus Holbrook, 1836
  - Scaphiopus couchii Baird, 1854
  - Scaphiopus holbrookii (Harlan, 1835)
  - Scaphiopus hurterii Strecker, 1910
- Spea Cope, 1866
  - Spea bombifrons (Cope, 1863)
  - Spea hammondii (Baird, 1859)
  - Spea intermontana (Cope, 1883)
  - Spea multiplicata (Cope, 1863)